# Attentat du 1er juillet 2010 à Lahore
L'attentat du 1er juillet 2010 s'est produit à Lahore, deuxième plus grande ville du Pakistan et capitale du Pendjab, dans le mausolée de Data Gunj Bakhsh.

## Contexte
Le sanctuaire de Lahore, Data Durbar, également connu sous le nom de Data Ganj Baksh, abrite les restes du saint soufi vénéré du XIe siècle, Abul Hassan Ali Hajwery. Son lieu de sépulture attire des musulmans sunnites et chiites - ainsi que des non-musulmans - de tout le sous-continent.
Le sanctuaire est particulièrement bondé un jeudi soir, une nuit traditionnellement sacrée dans l’islam.

## Déroulement
Deux kamikazes se sont fait exploser dans un complexe qui abrite le tombeau de Data Ganj Bakhsh.

## Bilan
Le bilan est de 41 morts, et 175 blessés.